# Związek Zawodowy Pracowników Rolnictwa w RP
Związek Zawodowy Pracowników Rolnictwa w RP (ZZPR) – związek pracowników gospodarki rolnej i spożywczej, założony w 1991 r., bazujący na tradycjach pierwszych polskich rolniczych kół zawodowych. Związek zrzesza 25 tysięcy członków, jego przewodniczącym jest Grzegorz Wysocki.
Celem związku jest ochrona godności, praw i interesów materialnych, pracowników rolnictwa oraz emerytów i rencistów, bezrobotnych i ich rodzin.
ZZPR w swojej działalności kieruje się zasadami demokracji, pluralizmu politycznego oraz tolerancji światopoglądowej, współpracuje ze wszystkim związkami zawodowymi oraz organizacjami i związkami zawodowymi rolników indywidualnych w Polsce.
- Oficjalna Witryna ZZPR